# Elevation (Anatomie)
Elevation ist in der Anatomie das Heben des Armes über die Horizontalebene. Damit ist die Elevation die Fortsetzung der Abduktionsbewegung des Armes nach Überschreiten eines Winkels von 90°. 